# L'Enchanteur Alcofrisbas
L'Enchanteur Alcofribas, venut als Estats Units com Alcofrisbas, the Master Magician i al Regne Unit com The Enchanter, és un curtmetratge mut francès del 1903 dirigit per Georges Méliès. Va ser venut per la Star Film Company de Méliès i està numerat del 514 al 516 als seus catàlegs.
El nom del mag, escrit de diverses maneres Alcofribas o Alcofrisbas, deriva d'Alcofrybas Nasier, un personatge del llibre Pantagruel (i un anagrama gairebé de François Rabelais, l'autor del llibre). El mateix Méliès protagonitza Alcofrisbas; la dona el cap de la qual apareix en primer pla, de vegades equivocada com a Jehanne d'Alcy, és desconeguda. Els efectes especials de la pel·lícula inclouen pirotècnia, una cascada d'aigua, escamoteig, exposició múltiples, i fosa.